# Piero Marrazzo
Pour les articles homonymes, voir Marrazzo.
Piero Marrazzo, né le 29 juillet 1958 à Rome, est un journaliste et homme politique italien, président (Parti démocrate) de la région du Latium de 2005 à 2009.

## Biographie
Piero Marrazzo est le fils de Giuseppe Marrazzo (it), journaliste connu pour ses enquêtes sur la mafia, et d'une italo-américaine, Luigia Spina.
Titulaire d'un diplôme en philosophie du droit, il milite au cours de sa jeunesse pour le socialisme réformiste. Il devient ensuite un journaliste de télévision de premier plan, travaillant pour la Rai.
En novembre 2004, Piero Marrazzo quitte son emploi afin de briguer la présidence de la région du Latium, sous les couleurs de L'Unione, coalition électorale de centre gauche. Lors des élections régionales de 2005, il est élu avec 50,7 % des suffrages. Le 24 octobre 2009, après la révélation de l'existence d'une vidéo filmée par des Carabiniers de manière à effectuer un chantage à son encontre, dans laquelle il apparaît en compagnie d'un transsexuel, il démissionne de ses fonctions.
En juillet 2010, il reprend sa carrière de journaliste à la Rai. Il travaille sur des documentaires pour la Rai 3. En novembre 2013, après neuf années d'absence, il effectue son retour à la télévision avec le talk-show Razza Umana, qu'il anime sur la Rai 2. En mars 2014, l'émission est suspendue, faute d'audience. En 2015, il devient correspondant pour la Rai à Jérusalem. Il est suspendu en juillet 2019, à la suite d’irrégularités.